# Parti communiste d'Autriche
« KPO » redirige ici. Pour les autres significations, voir Parti communiste d'Allemagne - opposition.
Le Parti communiste d'Autriche (en allemand : Kommunistische Partei Österreichs, abrégé en KPÖ), fondé le 3 novembre 1918 sous le nom de Parti communiste d'Autriche allemande (en allemand : Kommunistische Partei Deutsch-Österreichs, abrégé en KPDÖ), est l'un des plus anciens partis communistes d'Europe. 
En 1945, le parti gagne 5% des voix et remporte quatre sièges au Conseil national. Les performances électorales du parti communiste déclinent cependant au long des années 1950 et 1960, jusqu’à sa perte de toute représentation au parlement national en 1959 et aux parlements régionaux en 1970. Plus récemment, le KPÖ parvient à réintégrer les Landtag de Styrie en 2005 et de Salzbourg en 2023, et de se hisser au rang de premier et deuxième parti dans les villes de Graz en 2021 et de Salzbourg en 2024, des succès locaux et régionaux qui nourrissent l'ambition du parti de revenir sur la scène politique nationale.

## Histoire
Le Parti communiste d'Autriche est l'un des deux partis politiques, avec les chrétiens-sociaux, à défendre après 1918 l'idée d'une nation autrichienne indépendante.
En 1927, les communistes de tendance trotskiste fondent le Parti communiste d'Autriche-Opposition (KPÖ-O), avec Joseph Frey et Kurt Landau.
Le KPÖ est interdit entre 1933 et 1945, d'abord sous le régime austrofasciste, puis sous le contrôle de l'Allemagne nazie. La direction du KPÖ s'exile en France et s'établit dans le sud-ouest (Toulouse pour le Comité central, Montauban pour le comité régional). Au printemps 1941, les services de la police spéciale de Toulouse et de Montauban enquêtent sur ses membres, procèdent à une quinzaine d'arrestations, notamment à Montauban, et démantèlent l'organisation clandestine. Le KPÖ joue un rôle important dans la résistance autrichienne contre le nazisme et le fascisme pendant la Seconde Guerre mondiale. L'une des personnalités célèbres du parti est la résistante Adele Stürzl, décapitée par les nazis en 1944.
Il ne compte plus de députés au Nationalrat depuis 1959, et entre 1970 et 2005, il n'a plus aucun représentant aux parlements régionaux Landtag. 

### Résurgence du parti aux élections locales et régionales
Quasiment disparu de la scène politique nationale, et n'étant plus représenté au parlement autrichien depuis 1958, le KPÖ connait récemment néanmoins une certaine résurgence au niveau local et régional, notamment dans les land de Styrie et de Salzbourg et leur capitales respectives. 

#### Land de Styrie et ville de Graz
Graz, deuxième ville du pays, est la seule ville ou le KPÖ a toujours été représenté aux conseil municipal. Mais en 2003 sous la direction de Ernest Kaltenegger, le KPÖ obtient son plus haut score jusque là, 20% des suffrages, contre 8% à la précédente élection, ce qui permet au parti d’intégrer pour la première fois la majorité municipale et d'accéder aux responsabilités. Ensuite, aux élections régionales du Land de Styrie de 2005, la liste KPÖ menée par Kaltenegger remporte 6,3% des voix, permettant au parti de rentrer dans un parlement régional pour la première fois depuis 1970.
Ces deux succès s'expliquent par la stratégie mise en place par le KPÖ local sous la direction de Kaltenegger depuis les années 1990. L’enjeu est alors de renouveler l'image du parti pour se défaire de la connotation négative que le communisme a acquis en Autriche depuis les événements du Printemps de Prague, après lesquels le KPÖ n'a plus jamais gagné de siège au parlement national. Kaltenegger fait tout pour rendre le parti proche et accessible aux habitants. Le KPÖ local sillonne les logements communaux pour apporter son aide, crée un numéro d'appel d'urgence pour offrir aux locataires des conseils, et parfois même une aide financière prélevée directement sur le salaire de ses élus. A Graz, le parti s'éloigne également des positions du parti de sortie de l'Union Européenne, y substituant une simple "analyse critique" de l'UE. Quand Elge Kahr prend la tête du parti au niveau local en 2005, elle poursuit cette stratégie. Elle se donne une image de citoyenne normale, se rend disponible, et reverse trois quarts de son salaire net de conseillère municipale pour ne conserver que le salaire moyen autrichien,,,,.
Résultat de cette stratégie de longue date, en 2021, Le KPÖ arrive en première position aux élections municipales de Graz. Avec 28,8% des suffrages, il dépasse ainsi le Parti populaire (ÖVP) qui détenait la mairie depuis dix-huit ans. À la suite des élections, le KPÖ forme une majorité municipale avec les Verts et le Parti social-démocrate (SPÖ). Elge Kahr est élue maire le 17 novembre par le conseil municipal et devient la première femme maire de Graz, et la première communiste maire d'une ville autrichienne.
A la tête de la municipalité, le parti plafonne les loyers de logement social et les taxes dédiées au financement des égouts et de la collecte des déchets, élargis les critères d'éligibilité aux réduction d'abonnement des transports publics, et réduit le budget marketing de la ville et les subventions pour les partis politiques pour créer davantage de logements sociaux ainsi qu'un bureau municipal des services sociaux et du logement.

#### Land et ville de Salzbourg
Les élections régionales du Land de Salzbourg en 2023 marquent une nouvelle étape importante pour le parti. Allié au mouvement des jeunes écologistes expulsés de leur parti en 2017, les communistes réussissent à intégrer le parlement régional pour la première fois depuis 1949 avec 11,7% des voix, contre 0,4% en 2018. Ils arrivent même en seconde place dans la capitale du Land, la ville de Salzbourg. L’alliance de la droite et de l’extrême droite maintien le KPÖ dans l'opposition régionale, mais ce résultat le met sous les feux des projecteurs médiatiques. Ce succès est analysé comme le résultat du mécontentement généralisé lié à la pandémie de Covid 19, la crise énergétique, la crise du logement et l’inflation, que le parti aurait su mettre à profit en proposant des solutions concrètes, portés par des candidats crédibles, et tenant un regard introspectif et critique sur son passé lié a l'Union Soviétique.
En Mars 2024, mené par l'ancien dirigeant des jeunes écologistes Kay-Michael Dankl, le KPÖ de la ville de Salzbourg arrive deuxième aux élections du conseil municipal et du maire, avec respectivement 23% et 28% des suffrages, contre 2,3% et 3,7% en 2019. Qualifié au second tour pour la mairie, Dankl perd face au candidat du SPÖ, avec 37,5% des voix. Le parti obtient cependant un quart des sièges du conseil municipal, ce qui lui permet d’intégrer la majorité locale en coalition avec les sociaux-démocrates.

### Élection européenne 2024
Aux élections européennes de 2024, le KPÖ obtient 3% des voix, meilleur résultat du parti à une élection nationale depuis 1962.

## Dirigeants

### Présidents
- Johann Koplenig (1927-1965)
- Franz Muhri (1965-1990)
- Walter Silbermayr et Susanne Sohn (1990-1991)
- Otto Bruckner, Margitta Kaltenegger et Julius Mende (1991-1994)
- Walter Baier (1994-2006)

### Porte-paroles fédéraux
- Melina Klaus et Mirko Messner (2006-2012)[18]
- Mirko Messner (2012-2021)

### Président statutaire
- Ernest Kaltenegger (de) (depuis 2021)

## Résultats électoraux

### Élections au Conseil national
| Année | Voix    | %   | Mandats | Rang | Gouvernement                        |
| ----- | ------- | --- | ------- | ---- | ----------------------------------- |
| 1920  | 105 135 | 0,9 | 0 / 183 | 5e   | Opposition                          |
| 1923  | 22 164  | 0,7 | 0 / 165 | 8e   | Opposition                          |
| 1927  | 16 119  | 0,4 | 0 / 165 | 6e   | Opposition                          |
| 1930  | 20 951  | 0,6 | 0 / 165 | 7e   | Opposition                          |
| 1945  | 174 257 | 5,4 | 4 / 165 | 3e   | Renner Figl I Opposition (dès 1947) |
| 1949  | 213 066 | 5,1 | 5 / 165 | 4e   | Opposition                          |
| 1953  | 228 159 | 5,3 | 4 / 165 | 4e   | Opposition                          |
| 1956  | 192 438 | 4,4 | 3 / 165 | 4e   | Opposition                          |
| 1959  | 142 578 | 3,3 | 0 / 165 | 4e   | Extra-parlementaire                 |
| 1962  | 135 520 | 3,0 | 0 / 165 | 4e   | Extra-parlementaire                 |
| 1966  | 18 636  | 0,4 | 0 / 165 | 5e   | Extra-parlementaire                 |
| 1970  | 44 750  | 1,0 | 0 / 183 | 4e   | Extra-parlementaire                 |
| 1971  | 61 762  | 1,4 | 0 / 183 | 4e   | Extra-parlementaire                 |
| 1975  | 55 032  | 1,2 | 0 / 183 | 4e   | Extra-parlementaire                 |
| 1979  | 45 280  | 1,0 | 0 / 183 | 4e   | Extra-parlementaire                 |
| 1983  | 31 912  | 0,7 | 0 / 183 | 6e   | Extra-parlementaire                 |
| 1986  | 35 104  | 0,7 | 0 / 183 | 5e   | Extra-parlementaire                 |
| 1990  | 25 682  | 0,7 | 0 / 183 | 7e   | Extra-parlementaire                 |
| 1994  | 11 919  | 0,3 | 0 / 183 | 7e   | Extra-parlementaire                 |
| 1995  | 13 938  | 0,3 | 0 / 183 | 7e   | Extra-parlementaire                 |
| 1999  | 22 016  | 0,5 | 0 / 183 | 7e   | Extra-parlementaire                 |
| 2002  | 27 568  | 0,6 | 0 / 183 | 6e   | Extra-parlementaire                 |
| 2006  | 47 578  | 1,0 | 0 / 183 | 7e   | Extra-parlementaire                 |
| 2008  | 37 362  | 0,8 | 0 / 183 | 8e   | Extra-parlementaire                 |
| 2013  | 48 175  | 1,0 | 0 / 183 | 8e   | Extra-parlementaire                 |
| 2017  | 39 162  | 0,8 | 0 / 183 | 8e   | Extra-parlementaire                 |
| 2019  | 32 736  | 0,7 | 0 / 183 | 7e   | Extra-parlementaire                 |
| 2024  | 115 695 | 2,4 | 0 / 183 | 6e   | Extra-parlementaire                 |

### Élections européennes
| Année | Voix                         | Mandats                      | Rang                         |
| ----- | ---------------------------- | ---------------------------- | ---------------------------- |
| 1996  | 0,5 %                        | 0 / 21                       | 8e                           |
| 1999  | 0,7 %                        | 0 / 21                       | 7e                           |
| 2004  | 0,8 %                        | 0 / 18                       | 6e                           |
| 2009  | 0,7 %                        | 0 / 17                       | 8e                           |
| 2014  | Membre de L'Europe autrement | Membre de L'Europe autrement | Membre de L'Europe autrement |
| 2019  | 0,8 %                        | 0 / 19                       | 7e                           |
| 2024  | 3,0 %                        | 0 / 20                       | 6e                           |